# Administrator der NASA

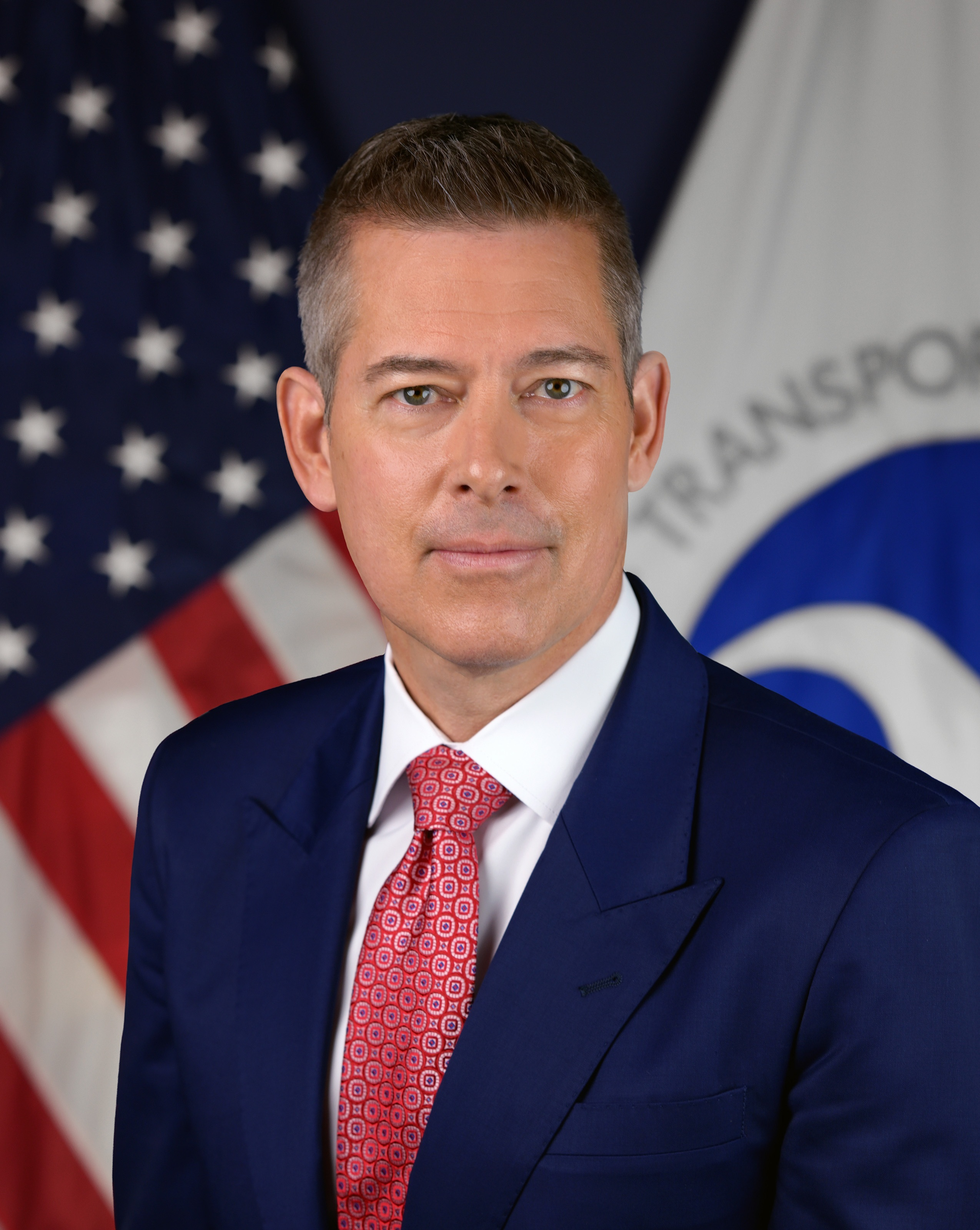
Der amtierende NASA-Administrator Sean Duffy (2025)

Der Administrator der NASA ist der Leiter der National Aeronautics and Space Administration (NASA), der Weltraumorganisation der Vereinigten Staaten. Zudem ist er der raumfahrtwissenschaftliche Berater des Präsidenten der Vereinigten Staaten.

## Überblick
Erster NASA-Administrator wurde im Jahre 1958 Thomas Keith Glennan. Vor der Gründung der NASA waren die verschiedenen staatlichen Forschungs- und Entwicklungsprojekte der Raumfahrt auf verschiedene Stellen verteilt. Eine seiner ersten Aufgaben war es daher, diese unter der neuen Behörde zu vereinen.
Daniel Goldin hielt mit über neuneinhalb Jahren bislang den Posten für die längste Zeit. Die einzige Person, die die Stelle zweimal innehatte, war James C. Fletcher, der nach dem Challenger-Unglück zur NASA zurückkehrte.
Der am längsten amtierende kommissarisch stellvertretende Administrator war John R. Dailey, der die Stelle nach seiner Pensionierung vom United States Marine Corps antrat. Der längste stellvertretende Administrator war Hugh Latimer Dryden, der erste stellvertretende Administrator der NASA überhaupt. William R. Graham und Frederick D. Gregory hielten die Position des stellvertretenden Administrators zweimal, und waren dazwischen jeweils kommissarischer Administrator. Daniel Mulville war zweimal kommissarischer stellvertretender Administrator und dazwischen kommissarisch Administrator.

## Liste
| Foto                   | Name                                 | Beginn der Amtszeit | Ende der Amtszeit  | Länge der Amtszeit | Beleg  |
| ---------------------- | ------------------------------------ | ------------------- | ------------------ | ------------------ | ------ |
| T. Keith Glennan       | T. Keith Glennan                     | 19. August 1958     | 20. Januar 1961    | 885 Tage           | [ 9 ]  |
| Hugh L. Dryden         | Hugh L. Dryden (kommissarisch)       | 21. Januar 1961     | 14. Februar 1961   | 24 Tage            | [ 9 ]  |
| James E. Webb          | James E. Webb                        | 14. Februar 1961    | 7. Oktober 1968    | 2792 Tage          | [ 9 ]  |
| Thomas O. Paine        | Thomas O. Paine (kommissarisch)      | 8. Oktober 1968     | 21. März 1969      | 164 Tage           | [ 9 ]  |
| Thomas O. Paine        | Thomas O. Paine                      | 21. März 1969       | 15. September 1970 | 543 Tage           | [ 9 ]  |
| George M. Low          | George M. Low (kommissarisch)        | 16. September 1970  | 26. April 1971     | 222 Tage           | [ 9 ]  |
| James C. Fletcher      | James C. Fletcher                    | 27. April 1971      | 1. Mai 1977        | 2196 Tage          | [ 9 ]  |
| Alan M. Lovelace       | Alan M. Lovelace (kommissarisch)     | 2. Mai 1977         | 20. Juni 1977      | 49 Tage            | [ 9 ]  |
| Robert A. Frosch       | Robert A. Frosch                     | 21. Juni 1977       | 20. Januar 1981    | 1309 Tage          | [ 9 ]  |
| Alan M. Lovelace       | Alan M. Lovelace (kommissarisch)     | 21. Januar 1981     | 10. Juli 1981      | 170 Tage           | [ 9 ]  |
| James M. Beggs         | James M. Beggs                       | 10. Juli 1981       | 4. Dezember 1985   | 1608 Tage          | [ 9 ]  |
| William R. Graham      | William R. Graham (kommissarisch)    | 4. Dezember 1985    | 11. Mai 1986       | 158 Tage           | [ 9 ]  |
| James C. Fletcher      | James C. Fletcher                    | 12. Mai 1986        | 8. April 1989      | 1062 Tage          | [ 9 ]  |
| Dale D. Myers          | Dale D. Myers (kommissarisch)        | 8. April 1989       | 13. Mai 1989       | 35 Tage            | [ 9 ]  |
| Richard H. Truly       | Richard H. Truly (kommissarisch)     | 14. Mai 1989        | 30. Juni 1989      | 47 Tage            | [ 9 ]  |
| Richard H. Truly       | Richard H. Truly                     | 1. Juli 1989        | 31. März 1992      | 1004 Tage          | [ 9 ]  |
| Daniel S. Goldin       | Daniel S. Goldin                     | 1. April 1992       | 17. November 2001  | 3517 Tage          | [ 9 ]  |
| Daniel R. Mulville     | Daniel R. Mulville (kommissarisch)   | 19. November 2001   | 21. Dezember 2001  | 32 Tage            | [ 9 ]  |
| Sean O’Keefe           | Sean O’Keefe                         | 21. Dezember 2001   | 11. Februar 2005   | 1148 Tage          | [ 9 ]  |
| Frederick D. Gregory   | Frederick D. Gregory (kommissarisch) | 11. Februar 2005    | 14. April 2005     | 62 Tage            | [ 9 ]  |
| Michael D. Griffin     | Michael D. Griffin                   | 14. April 2005      | 20. Januar 2009    | 1377 Tage          | [ 9 ]  |
| Christopher Scolese    | Christopher Scolese (kommissarisch)  | 21. Januar 2009     | 16. Juli 2009      | 176 Tage           | [ 9 ]  |
| Charles F. Bolden, Jr. | Charles F. Bolden, Jr.               | 17. Juli 2009       | 19. Januar 2017    | 2743 Tage          | [ 9 ]  |
| Robert M. Lightfoot    | Robert M. Lightfoot (kommissarisch)  | 20. Januar 2017     | 22. April 2018     | 458 Tage           | [ 9 ]  |
| Jim Bridenstine        | Jim Bridenstine                      | 23. April 2018      | 20. Januar 2021    | 1003 Tage          | [ 9 ]  |
| Steve Jurczyk          | Steve Jurczyk (kommissarisch)        | 20. Januar 2021     | 3. Mai 2021        | 103 Tage           | [ 9 ]  |
| Bill Nelson            | Bill Nelson                          | 3. Mai 2021         | 20. Januar 2025    | 1359 Tage          | [ 10 ] |
| Janet Petro            | Janet Petro (kommissarisch)          | 20. Januar 2025     | 9. Juli 2025       | 171 Tage           | [ 11 ] |
| Sean Duffy             | Sean Duffy (kommissarisch)           | 9. Juli 2025        | im Amt             | 2 Tag(e)           | [ 12 ] |

## Stellvertretende Administratoren
| Foto                 | Name                            | Beginn der Amtszeit | Ende der Amtszeit | Länge der Amtszeit | Beleg        |
| -------------------- | ------------------------------- | ------------------- | ----------------- | ------------------ | ------------ |
| Hugh L. Dryden       | Hugh L. Dryden                  | 19. August 1958     | 2. Dezember 1965  | 2662 Tage          | [ 9 ]        |
| Robert C. Seamans    | Robert C. Seamans, Jr.          | 21. Dezember 1965   | 5. Januar 1968    | 745 Tage           | [ 9 ]        |
| Thomas O. Paine      | Thomas O. Paine                 | 25. März 1968       | 20. März 1969     | 360 Tage           | [ 9 ]        |
| George M. Low        | George M. Low                   | 3. Dezember 1969    | 5. Juni 1976      | 2376 Tage          | [ 9 ]        |
| Alan M. Lovelace     | Alan M. Lovelace                | 2. Juli 1976        | 10. Juli 1981     | 1834 Tage          | [ 9 ]        |
| Hans Mark            | Hans Mark                       | 10. Juli 1981       | 1. September 1984 | 1149 Tage          | [ 9 ]        |
| William R. Graham    | William R. Graham               | 25. November 1985   | 4. Dezember 1985  | 9 Tage             | [ 9 ]        |
| William R. Graham    | William R. Graham               | 11. Mai 1986        | 1. Oktober 1986   | 143 Tage           | [ 9 ]        |
| Dale D. Myers        | Dale D. Myers                   | 6. Oktober 1986     | 13. Mai 1989      | 950 Tage           | [ 9 ]        |
| James R. Thompson    | James R. Thompson, Jr.          | 6. Juli 1989        | 8. November 1991  | 885 Tage           | [ 9 ]        |
| Aaron Cohen          | Aaron Cohen (kommissarisch)     | 19. Februar 1992    | 1. November 1992  | 256 Tage           | [ 9 ]        |
| John R. Dailey       | John R. Dailey (kommissarisch)  | 3. November 1992    | 31. Dezember 1999 | 3173 Tage          | [ 9 ]        |
| Daniel Mulville      | Daniel Mulville (kommissarisch) | 1. Januar 2000      | 19. November 2001 | 688 Tage           | [ 9 ]        |
| Daniel Mulville      | Daniel Mulville (kommissarisch) | 21. Dezember 2001   | 11. August 2002   | 233 Tage           | [ 9 ]        |
| Frederick D. Gregory | Frederick D. Gregory            | 12. August 2002     | 20. Februar 2005  | 923 Tage           | [ 9 ]        |
| Frederick D. Gregory | Frederick D. Gregory            | 14. April 2005      | 4. November 2005  | 204 Tage           | [ 9 ]        |
| Shana Dale           | Shana Dale                      | 4. November 2005    | 17. Januar 2009   | 1171 Tage          | [ 9 ]        |
| Lori Garver          | Lori Garver                     | 17. Juli 2009       | 6. September 2013 | 1513 Tage          | [ 9 ]        |
| Dava Newman          | Dava Newman                     | 15. Mai 2015        | 19. Januar 2017   | 615 Tage           | [ 9 ]        |
| Krista Paquin        | Krista Paquin (kommissarisch)   | 11. September 2017  | Ende Mai 2018     | ≤ 262 Tage         | [ 9 ] [ 13 ] |
| James Monhard        | James Morhard                   | 17. Oktober 2018    | 20. Januar 2021   | 826 Tage           | [ 9 ]        |
| Pamela Melroy        | Pam Melroy                      | 21. Juni 2021       | 20. Januar 2025   | 1309 Tage          | [ 14 ]       |